# Flightradar24
Flightradar24 là một dịch vụ dựa trên nền tảng Internet cho thấy thời gian thực thông tin chuyến bay trên bản đồ Google Maps/Apple Maps. Bao gồm các tuyến bay, điểm đi, điểm đến, số hiệu chuyến bay, số đăng bạ máy bay, loại máy bay, vị trí bay, độ cao, tốc độ... cũng như thể hiện quãng đường chuyến bay đã qua trước đó và dữ liệu chuyến bay lịch sử của hãng hàng không, khu bay hoặc sân bay. Nó tập hợp dữ liệu từ nhiều nguồn như ở bên ngoài và bên trong Hoa Kỳ, chủ yếu là các thông tin thu thập bởi các tình nguyện viên crowdsource với các đầu thu ADS-B và thu thập bởi vệ tinh. Dịch vụ này được thành lập vào năm 2007 bởi công ty Thụy Điển Svenska Resenätverket AB và có sẵn trên nền tảng Website cũng như ứng dụng di động.
Flightradar24 cho hay dữ liệu của họ được thu trực tiếp từ máy tính của máy bay và có thể có sai số tùy thuộc vào cảm biến của phi cơ. Biết họ thu thập dữ liệu cơ sở từ máy bay mỗi giây hai lần.
Flightradar24 là công cụ theo dõi chuyến bay miễn phí được sử dụng nhiều nhất trên thế giới. Công cụ này sử dụng dữ liệu từ các hệ thống định vị gồm ADS-B, MLAT và radar, cùng dữ liệu về lịch trình bay, tình trạng chuyến bay do các hãng hàng không hoặc sân bay cung cấp. Các dữ liệu này được tổng hợp để tạo ra một vị trí duy nhất cho máy bay và hiển thị trên ứng dụng.

## Lịch sử
Dịch vụ được hai người đam mê hàng không Thụy Điển thành lập năm 2006 cho Bắc và Trung Âu, và có phiên bản ứng dụng cho máy tính hoặc thiết bị di động. The Guardian xem trang này là "có thẩm quyền". Dịch vụ này đã được tiếp nhận rộng rãi trong năm 2010 khi các phương tiện truyền thông quốc tế dựa vào nó để mô tả sự gián đoạn chuyến bay ở Bắc Đại Tây Dương và Châu Âu do các vụ phun trào núi lửa Eyjafjallajökull năm 2010.
Vào năm 2014 nó đã được sử dụng bởi nhiều cửa hàng tin tức lớn sau một số tai nạn cao cấp. Sự biến mất của chuyến bay 370 của Malaysia Airlines, và vào tháng 7 năm 2014 sau khi chuyến bay 17 của Malaysia Airlines bị bắn rơi trên Ukraine, và vào tháng 12 khi chuyến bay 8501 của Indonesia AirAsia bị mất tích. Flightradar24 báo cáo rằng lưu lượng truy cập web của nó tăng lên khoảng 50 lần bình thường và gây ra một số tắc nghẽn truy cập đến người dùng.
Vào tháng 11 năm 2015, tờ The Guardian báo cáo rằng chuyến bay 9268 của Metrojet trên đường đến Saint Petersburg từ Sân bay Quốc tế Sharm el-Sheikh đã vỡ tan trong không trung dựa trên thông tin có sẵn từ Flightradar24.